# Sierra de Sintra
La sierra de Sintra (en portugués: Serra de Sintra), es una sierra al oeste de Portugal, cerca de la villa de Sintra, de la que toma su nombre. Se trata de un macizo granítico de altitud media, con su punto más alto situado en la Cruz Alta a 520 metros de altitud. La sierra cubre aproximadamente 16 kilómetros desde la ciudad de Sintra al Cabo da Roca, en el Océano Atlántico. Antiguamente era conocido como Lunae Mons (Monte da Lua -Monte de la Luna, en español-) y era considerado como el retiro legendario de la diosa Diana (conocida como Cynthia para los romanos, del griego Κύνθια, de ahí el nombre de Çintra).

## Clima
La sierra de Sintra presenta un clima templado mediterráneo, de tipo oceánico y con influencia atlántica. El viento, presente todo el año, mantiene la humedad en la sierra por lo que las precipitaciones son muy abundantes. La sierra funciona como una barrera de condensación, con valores elevados de humedad y variables condiciones de nubosidad y neblina.

## Flora y fauna

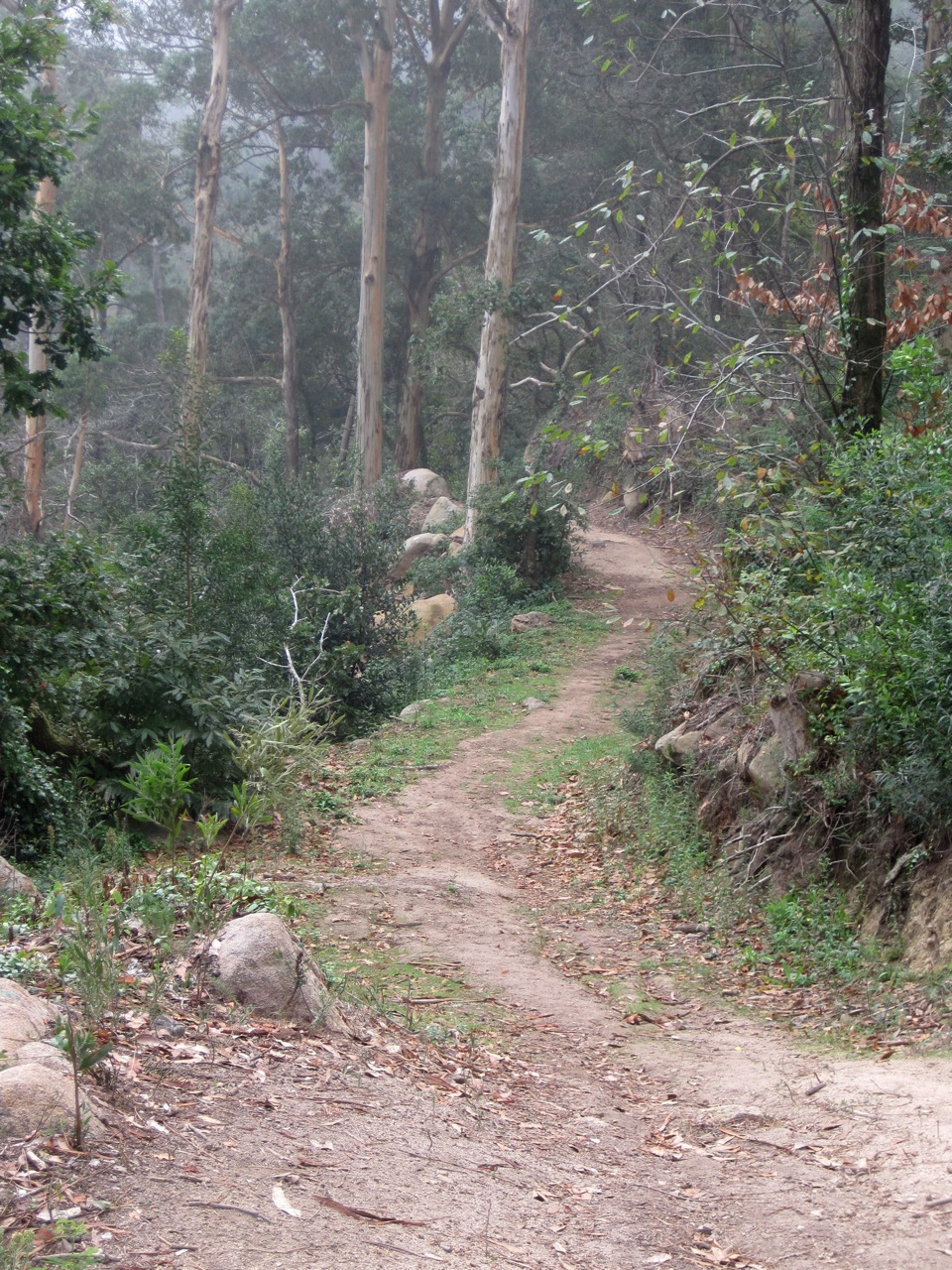
Sendero por la sierra de Sintra en un día de niebla.

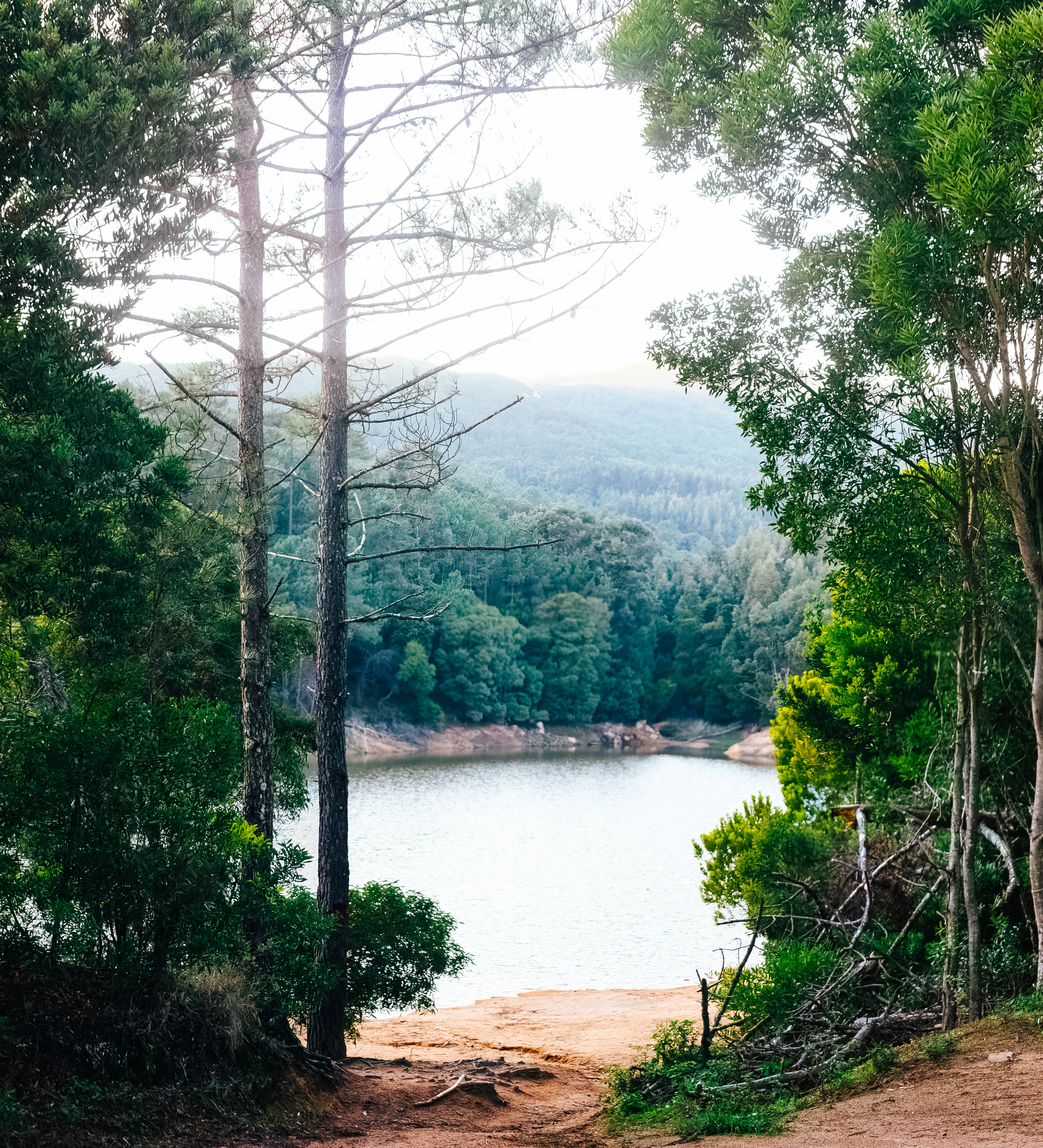
Embalse del Río da Mula, en el interior de la sierra.

La sierra está cubierta de un denso bosque con especies exóticas de todo el mundo a lo largo del tiempo como consecuencia de la Era de los Descubrimientos de la historia de Portugal. A las especies conviven las originarias del bosque mediterráneo como la encina, el alcornoque, el roble, el castaño, el pino rodeno o el pino piñonero se suman aquellas traídas de otros lugares del mundo explorados por Portugal como cedros, eucaliptos o secuoyas. Alrededor de 900 especies de plantas y árboles son propias del clima mediterráneo, el 10% de las cuales son endémicas de esta región. La Sierra de Sintra queda integrada en el Parque natural de Sintra-Cascaes.
La fauna de la sierra está compuesta por zorros, ginetas, erizos, jabalíes, o corzos. También son abundantes los reptiles y anfibios en las zonas más húmedas, y las aves rapaces son habituales en las cumbres, como el halcón peregrino, el búho real, el cernícalo vulgar o el águila culebrera.

## Turismo
Se trata de un lugar concurrido por las visitas turísticas, así como los amantes del montañismo. Entre los monumentos históricos localizados en esta sierra destacan: el Castelo dos Mouros, el Palacio da Pena, el Convento Capuchino, el Palacio Nacional de Sintra, el Palacio de Monserrate y la Quinta da Regaleira. Todos ellos en conjunto, sumando el entorno natural de la sierra, forman el Paisaje cultural de Sintra, declarado Patrimonio de la Humanidad por la UNESCO en 1995.
Desde la antigüedad, la sierra de Sintra ha sido un lugar lleno de mitos y leyendas sobre actividades sobrenaturales y sin explicación obvia. En 2009 un canal televisivo portugués creó una serie televisiva basada en el entorno sobrenatural que se vivió en Sintra. La historia hablaba de un amor imposible entre un vampiro y una chica humana.